# Zuid-Korea op de Olympische Winterspelen 2014
Zuid-Korea is een van de landen die deelneemt aan de Olympische Winterspelen 2014 in Sotsji, Rusland.

## Medailleoverzicht
| Sport       | Olympiër                                                        | Onderdeel                | Medaille |
| ----------- | --------------------------------------------------------------- | ------------------------ | -------- |
| Schaatsen   | Lee Sang-hwa                                                    | 500m (v)                 | Goud     |
| Shorttrack  | Cho Ha-ri Kim A-lang Kong Sang-jeong Park Seung-hi Shim Suk-hee | Relay (v)                | Goud     |
| Shorttrack  | Park Seung-hi                                                   | 1000 m (v)               | Goud     |
| Schaatsen   | Joo Hyung-joon Kim Cheol-min Lee Seung-hoon                     | Ploegenachtervolging (m) | Zilver   |
| Kunstrijden | Kim Yu-na                                                       | Vrouwen                  | Zilver   |
| Shorttrack  | Shim Suk-hee                                                    | 1500 m (v)               | Zilver   |
| Shorttrack  | Park Seung-hi                                                   | 500 m (v)                | Brons    |
| Shorttrack  | Shim Suk-hee                                                    | 1000 m (v)               | Brons    |

## Deelnemers en resultaten
(m) = mannen, (v) = vrouwen 

### Alpineskiën
| Olympiër        | Onderdeel        | Resultaat | Prestatie                                                            |
| --------------- | ---------------- | --------- | -------------------------------------------------------------------- |
| Jung Dong-hyun  | Reuzenslalom (m) | 41e       | 1e run: 1.26,72 (44e) 2e run: 1.28,54 (41e) totaal: 2.55,26 (+9,97)  |
| Jung Dong-hyun  | Slalom (m)       | DNF-1     | 1e run: niet gefinisht                                               |
| Kyung Sung-hyun | Reuzenslalom (m) | 66e       | 1e run: 1.34,03 (66e) 2e run: 1.41,17 (70e) totaal: 3.15,20 (+29,91) |
| Kyung Sung-hyun | Slalom (m)       | DNF-1     | 1e run: niet gefinisht                                               |
| Park Je-yun     | Reuzenslalom (m) | DNF-1     | 1e run: niet gefinisht                                               |
| Park Je-yun     | Slalom (m)       | DNF-1     | 1e run: niet gefinisht                                               |
|                 |                  |           |                                                                      |
| Gim So-hui      | Reuzenslalom (v) | 53e       | 1e run: 1.31,47 (59e) 2e run: 1.30,36 (52e) totaal: 3.01,83 (+24,96) |
| Gim So-hui      | Slalom (v)       | DNF-1     | 1e run: niet gefinisht                                               |
| Kang Young-seo  | Slalom (v)       | 49e       | 1e run: 1.18,84 (59e) 2e run: 1.17,61 (49e) totaal: 2.36,45 (+51,91) |

### Biatlon
| Olympiër   | Onderdeel       | Resultaat | Prestatie                                  |
| ---------- | --------------- | --------- | ------------------------------------------ |
| Lee In-bok | Individueel (m) | 73e       | 57.29,0 (+7.57,3) pen.: 1 (0 + 1 + 0 + 0)  |
| Lee In-bok | Sprint (m)      | 82e       | 28.35,9 (+4.02,4) pen.: 1 (0 + 1)          |
|            |                 |           |                                            |
| Mun Ji-hee | Individueel (v) | 69e       | 54.06,7 (+10.47,1) pen.: 3 (0 + 0 + 2 + 1) |
| Mun Ji-hee | Sprint (v)      | 74e       | 24.32,0 (+3.25,2) pen.: 1 (0 + 1)          |

### Bobsleeën
| Olympiër                                              | Onderdeel    | Resultaat | Prestatie |
| ----------------------------------------------------- | ------------ | --------- | --- |
| Won Yun-jong Seo Young-woo                            | tweemans (m) | 18e       | totaal: 3.49,27 (+3,88) 1e run: 57,41 (18e) 2e run: 57,20 (18e) 3e run: 57,58 (21e) 4e run: 57,08 (16e)          |
| Kim Dong-hyun Jun Jung-lin                            | tweemans (m) | 25e       | totaal: 2.53,27 (+4,37) 1e run: 57,78 (25e) 2e run: 57,76 (24e) 3e run: 57,73 (24e) 4e run: niet geplaatst       |
| Won Yun-jong Suk Young-jin Jun Jung-lin Seo Young-woo | viermans (m) | 20e       | totaal: 3.44,22 (+3,62) 1e run: 56,12 (21e) 2e run: 55,97 (20e) 3e run: 56,25 (22e) 4e run: 55,88 (17e)          |
| Kim Dong-hyun Kim Sik Kim Kyung-hyun Oh Jea-han       | viermans (m) | 28e       | totaal: 2.50,64 (+5,43) 1e run: 56,98 (30e) 2e run: 56,77 (29e) 3e run: 56,89 (29e) 4e run: niet geplaatst       |
|                                                       |              |           | |
| Kim Su-nok Shin Mi-hwa                                | tweemans (v) | 18e       | totaal: 4.00,81 (+10,20) 1e run: 1.00,09 (19e) 2e run: 1.00,02 (18e) 3e run: 1.00,44 (18e) 4e run: 1.00,26 (18e) |

### Curling
| Olympiër                                                 | Onderdeel | Resultaat | Prestatie |
| -------------------------------------------------------- | --------- | --------- | --- |
| Kim Ji-sun Shin Mi Sung Um Min Ji Gim Un Chi Lee Seulbee | Vrouwen   | 8e        | groepsfase Zuid-Korea 12 - 7 Japan Zuid-Korea 6 - 8 Zwitserland Zuid-Korea 4 - 7 Zweden Zuid-Korea 8 - 4 Rusland Zuid-Korea 3 - 11 China Zuid-Korea 8 - 10 Groot-Brittannië Zuid-Korea 4 - 7 Denemarken Zuid-Korea 11 - 2 Verenigde Staten Zuid-Korea 4 - 9 Canada |

### Freestyleskiën
| Olympiër      | Onderdeel    | Resultaat | Prestatie |
| ------------- | ------------ | --------- | --- |
| Kim Kwang-jin | halfpipe (m) | 25e       | kwalificatie: run 1: 45.40 punten; run 2: 34.40 punten                                                                     |
| Choi Jae-woo  | moguls (m)   | 12e       | kwalificatie 1: 20.56 punten (15e) kwalificatie 2: 21.90 punten (2e) finale 1: 22.11 punten (10e) finale 2: niet gefinisht |
|               |              |           | |
| Park Hee-jin  | halfpipe (v) | 21e       | kwalificatie: run 1: 42.40 punten; run 2: 20.40 punten                                                                     |
| Seo Jee-won   | moguls (v)   | 23e       | kwalificatie 1: 15.95 punten (24e) kwalificatie 2: 15.40 punten (13e)                                                      |
| Seo Jung-hwa  | moguls (v)   | 24e       | kwalificatie 1: niet gestart kwalificatie 2: 14.16 punten (14e)                                                            |

### Kunstrijden
| Olympiër     | Onderdeel | Resultaat | Prestatie                                                      |
| ------------ | --------- | --------- | -------------------------------------------------------------- |
| Kim Hae-jin  | Vrouwen   | 16e       | 149.48 punten (korte kür: 54.37 (18e), vrije kür: 95.11 (17e)) |
| Kim Yuna     | Vrouwen   | Zilver    | 219.11 punten (korte kür: 74.92 (1e), vrije kür: 144.19 (2e))  |
| Park So-youn | Vrouwen   | 21e       | 142.97 punten (korte kür: 49.14 (23e), vrije kür: 93.83 (19e)) |

### Langlaufen
| Olympiër     | Onderdeel             | Resultaat | Prestatie           |
| ------------ | --------------------- | --------- | ------------------- |
| Hwang Jun-ho | 15 km klassiek (m)    | 68e       | 44.34,8 (+6.05,1)   |
| Hwang Jun-ho | 30 km skiatlon (m)    | 68e       | ronde achterstand   |
|              |                       |           |                     |
| Lee Chae-won | 10 km klassiek (v)    | 51e       | 32.16,9 (+3.59,1)   |
| Lee Chae-won | 15 km skiatlon (v)    | 54e       | 44.17,2 (+5.43,6)   |
| Lee Chae-won | 30 km vrije stijl (v) | 36e       | 1:16.38,2 (+5.33,0) |

### Rodelen
| Olympiër                                                     | Onderdeel | Resultaat | Prestatie |
| ------------------------------------------------------------ | --------- | --------- | --- |
| Kim Dong-hyeon                                               | mannen    | 35e       | totaal: 3.36,385 (+8,859) 1e run: 54,207 (36e) 2e run: 54,603 (36e) 3e run: 53,795 (34e) 4e run: 53,780 (37e) |
| Sung Eun-ryung                                               | vrouwen   | 29e       | totaal: 3.28,743 (+8,975) 1e run: 52,173 (30e) 2e run: 51,960 (31e) 3e run: 52,486 (31e) 4e run: 52,124 (29e) |
| Park Jin-yong Cho Jung-myung                                 | dubbels   | 18e       | totaal: 1.43,118 (+4,185) 1e run: 51,643 (18e) 2e run: 51,475 (17e)                                           |
| Sung Eun-ryung Kim Dong-hyeon Park Jin-yong / Cho Jung-myung | estafette | 12e       | totaal: 2.52,629 (+6,980) 56,174 (12e) 57,986 (12e) 58,469 (11e)                                              |

### Schaatsen
Mannen
| Olympiër                                    | Onderdeel            | Resultaat | Prestatie                                                                                                 |
| ------------------------------------------- | -------------------- | --------- | --- |
| Joo Hyung-joon                              | 1500 m               | 29e       | 1.48,59 (+3,59)                                                                                           |
| Kim Cheol-min                               | 5000 m               | 24e       | 6.37,28 (+26,52)                                                                                          |
| Kim Jun-ho                                  | 500 m                | 21e       | totaal: 70,857 (+1,54) race 1: 35,432 (25e) race 2: 35,425 (21e)                                          |
| Kim Tae-yun                                 | 1000 m               | 30e       | 1.10,81 (+2,42)                                                                                           |
| Lee Kang-seok                               | 500 m                | 22e       | totaal: 70,87 (+1,56) race 1: 35,45 (26e) race 2: 35,42 (21e)                                             |
| Lee Kyou-hyuk                               | 500 m                | 18e       | totaal: 70,65 (+1,34) race 1: 35,16 (12e) race 2: 35,48 (24e)                                             |
| Lee Kyou-hyuk                               | 1000 m               | 21e       | 1.10,049 (+1,65)                                                                                          |
| Lee Seung-hoon                              | 5000 m               | 12e       | 6.25,61 (+14,85)                                                                                          |
| Lee Seung-hoon                              | 10.000 m             | 4e        | 13.11,68 (+27,23)                                                                                         |
| Mo Tae-bum                                  | 500 m                | 4e        | totaal: 69,69 (+0,38) race 1: 34,84 (4e) race 2: 34,85 (5e)                                               |
| Mo Tae-bum                                  | 1000 m               | 12e       | 1.09,37 (+0,98)                                                                                           |
| Joo Hyung-joon Kim Cheol-min Lee Seung-hoon | ploegenachtervolging | Zilver    | KF: 3.40,84 (wonnen van Rusland) HF: 3.42,32 (wonnen van Canada) finale: 3.40,85 (verloren van Nederland) |

Vrouwen
| Olympiër                                   | Onderdeel            | Resultaat | Prestatie                                                                   |
| ------------------------------------------ | -------------------- | --------- | --------------------------------------------------------------------------- |
| Kim Bo-reum                                | 1500 m               | 21e       | 1.59,78 (+6,27)                                                             |
| Kim Bo-reum                                | 3000 m               | 13e       | 4.12,08 (+11,74)                                                            |
| Kim Hyun-yung                              | 500 m                | 24e       | totaal: 78,23 (+3,53) race 1: 39,19 (24e) race 2: 39,04 (24e)               |
| Kim Hyun-yung                              | 1000 m               | 28e       | 1.18,10 (+4,08)                                                             |
| Lee Bo-ra                                  | 500 m                | 20e       | totaal: 77,75 (+3,05) race 1: 38,93 (20e) race 2: 38,82 (21e)               |
| Lee Bo-ra                                  | 1000 m               | 35e       | 1.57,49 (+43,47)                                                            |
| Lee Sang-hwa                               | 500 m                | Goud      | totaal: 74,70 race 1: 37,42 (1e) race 2: 37,28 (1e)                         |
| Lee Sang-hwa                               | 1000 m               | 12e       | 1.15,94 (+1,92)                                                             |
| Noh Seon-yeong                             | 1500 m               | 29e       | 2.01,07 (+7,56)                                                             |
| Noh Seon-yeong                             | 3000 m               | 25e       | 4.19,02 (+18,68)                                                            |
| Park Seung-ju                              | 500 m                | 26e       | totaal: 78,31 (+3,61) race 1: 39,207 (26e) race 2: 39,11 (26e)              |
| Park Seung-ju                              | 1000 m               | 31e       | 1.18,94 (+4,92)                                                             |
| Yang Shin-young                            | 1500 m               | 36e       | 2.04,13 (+10,62)                                                            |
| Yang Shin-young                            | 3000 m               | 27e       | 4.23,67 (+23,33)                                                            |
| Kim Bo-reum Noh Seon-yeong Yang Shin-young | Ploegenachtervolging | 8e        | KF: 3.05,28 (verloren van Japan) D-finale: 3.11,54 (verloren van Noorwegen) |

### Schansspringen
| Olympiër                                           | Onderdeel          | Resultaat    | Prestatie                                                                                                |
| -------------------------------------------------- | ------------------ | ------------ | --- |
| Choi Heung-chul                                    | Normale schans (m) | 43e          | kwalificatie: 34e; 105,9 ptn (90,0 m) finale: 109,1 ptn (95,0 m)                                         |
| Choi Heung-chul                                    | Grote schans (m)   | 44e          | kwalificatie: 37e; 88.6 ptn (116.0 m) finale: 99.0 ptn (121.5 m)                                         |
| Choi Seou                                          | Normale schans (m) | 34e          | kwalificatie: 18e; 113,7 ptn (96,5 m) finale: 116,2 ptn (95,0 m)                                         |
| Choi Seou                                          | Grote schans (m)   | 39e          | kwalificatie: 29e; 97.7 ptn (117.0 m) finale: 106.4 ptn (122.0 m)                                        |
| Kang Chil-ku                                       | Normale schans (m) | kwalificatie | kwalificatie: 42e; 99,3 ptn (89,0 m)                                                                     |
| Kang Chil-ku                                       | Grote schans (m)   | kwalificatie | kwalificatie: 45e; 78.8 ptn (104.5 m)                                                                    |
| Kim Hyun-ki                                        | Normale schans (m) | 42e          | kwalificatie: 16e; 114,4 ptn (96,0 m) finale: 109,2 ptn (92,5 m)                                         |
| Kim Hyun-ki                                        | Grote schans (m)   | kwalificatie | kwalificatie: 44e; 80.3 ptn (111.0 m)                                                                    |
| Kang Chil-ku Kim Hyun-ki Choi Heung-chul Choi Seou | Team               | 11e          | 402.0 punten in 1e ronde 091.2 pnt (113.0 m) 113.5 pnt (126.0 m) 099.5 pnt (117.0 m) 097.8 pnt (117.0 m) |

### Shorttrack
Mannen
| Olympiër                                                     | Onderdeel | Resultaat | Prestatie                                                                  |
| ------------------------------------------------------------ | --------- | --------- | -------------------------------------------------------------------------- |
| Lee Han-bin                                                  | 500 m     | 11e       | serie 3: 2e (41,982) KF-4: 3e (41,471)                                     |
| Lee Han-bin                                                  | 1000 m    | 8e        | serie 8: 1e (1.26,502) KF-1: 1e (1.24,444) HF-1: PEN                       |
| Lee Han-bin                                                  | 1500 m    | 6e        | serie 6: 1e (2.16,412) HF-2: 5e (3.11,810 - ADV) finale: 6e (2.16,466)     |
| Park Se-yeong                                                | 500 m     | 14e       | serie 1: 1e (41,566) KF-2: PEN                                             |
| Park Se-yeong                                                | 1500 m    | 13e       | serie 2: 3e (2.21,087) HF-1: 3e (2.16,241) B-finale: PEN                   |
| Sin Da-woon                                                  | 1000 m    | 7e        | serie 7: 2e (1.25,893) KF-4: 1e (1.24,215) HF-1: 2e (1.25,564) finale: PEN |
| Sin Da-woon                                                  | 1500 m    | 10e       | serie 3: 1e (2.15,530) HF-2: 4e (2.52,061) B-finale: 3e (2.22,066)         |
| Kim Yun-jae Lee Han-bin Lee Ho-suk Park Se-yeong Sin Da-woon | Relay     | 7e        | HF-1: 3e (6.48,206) B-finale: 2e (6.43,921)                                |

Vrouwen
| Olympiër                                                        | Onderdeel | Resultaat | Prestatie                                                                            |
| --------------------------------------------------------------- | --------- | --------- | ------------------------------------------------------------------------------------ |
| Cho Ha-ri                                                       | 1500 m    | 19e       | serie 3: 1e (2.27,629) HF-3: PEN                                                     |
| Kim A-lang                                                      | 500 m     | 10e       | serie 1: 2e (43,919) KF-3: 3e (43,673)                                               |
| Kim A-lang                                                      | 1000 m    | 10e       | serie 5: 1e (1.31,640) KF-4: 3e (1.32,154)                                           |
| Kim A-lang                                                      | 1500 m    | 13e       | serie 6: 2e (2.22,864) HF-3: 2e (2.22,928) finale: PEN                               |
| Park Seung-hi                                                   | 500 m     | Brons     | serie 4: 1e (44,180) KF-1: 1e (43,392) HF-1: 1e (43,611) finale: 3e (54,207)         |
| Park Seung-hi                                                   | 1000 m    | Goud      | serie 2: 1e (1.31,883) KF-1: 2e (1.30,801) HF-1: 1e (1.30,182) finale: 1e (1.30,761) |
| Shim Suk-hee                                                    | 500 m     | 14e       | serie 8: 2e (44,197) KF-4: 4e (43,572)                                               |
| Shim Suk-hee                                                    | 1000 m    | Brons     | serie 4: 1e (1.31,046) KF-3: 1e (1.29,356) HF-2: 1e (1.31,237) finale: 3e (1.31,027) |
| Shim Suk-hee                                                    | 1500 m    | Zilver    | serie 1: 1e (2.24,765) HF-1: 2e (2.18,966) finale: 2e (2.19,239)                     |
| Cho Ha-ri Kim A-lang Kong Sang-jeong Park Seung-hi Shim Suk-hee | Relay     | Goud      | HF-1: 1e (4.08,052) finale: 1e (4.09,498)                                            |

### Skeleton
| Olympiër     | Onderdeel | Resultaat | Prestatie                               |
| ------------ | --------- | --------- | --------------------------------------- |
| Lee Han-sin  | Mannen    | 24e       | 2.55,17 (58,41 / 58,12 / 58,64 / dns)   |
| Yun Sung-bin | Mannen    | 16e       | 3.49,57 (57,54 / 57,02 / 57,90 / 57,11) |

### Snowboarden
| Olympiër       | Onderdeel                | Resultaat | Prestatie                                                              |
| -------------- | ------------------------ | --------- | ---------------------------------------------------------------------- |
| Kim Ho-jun     | Halfpipe (m)             | 28e       | kwalificatie - serie 2: run 1: 61.75 punten; run 2: 20.00 punten (14e) |
| Lee Kwang-ki   | Halfpipe (m)             | 20e       | kwalificatie - serie 1: run 1: 27.00 punten; run 2: 69.50 punten (11e) |
| Kim Sang-kyum  | Parallelreuzenslalom (m) | 17e       | kwalificatie: 1.40,27 (50,79 + 49,48) (17e)                            |
| Kim Sang-kyum  | Parallelslalom (m)       | 26e       | kwalificatie: 1.02,35 (31,29 + 31,06) (26e)                            |
| Shin Bong-shik | Parallelreuzenslalom (m) | 26e       | kwalificatie: 1.43,43 (49,68 + 53,75) (26e)                            |
| Shin Bong-shik | Parallelslalom (m)       | 23e       | kwalificatie: 1.00,32 (30,56 + 29,76) (23e)                            |